# Central Tejo (conditions de travail)
 (juin 2015).
- Si vous ne connaissez pas le sujet, laissez ce bandeau (vous pouvez alors contacter les auteurs).
- Si vous supprimez le contenu mis en cause (vous pouvez préalablement contacter les auteurs),

argumentez précisément cette suppression dans la page de discussion
(un manque de référence n'est pas un argument ; une recherche réelle de référence doit avoir été effectuée, être formellement documentée).
Toute la « Central Tejo » ne put fonctionner que grâce au travail fourni par tous les employés, ce qui permit ainsi que les machines fonctionnent jour et nuit et que la centrale ait une production ininterrompue.

## Explications
La consommation d’énergie électrique de Lisbonne ne s’arrêtait jamais, ce qui veut dire que les chaudières ne pouvaient jamais s’arrêter non plus. C’est pour cette raison qu’il a fallu créer un système de travail organisé en trois équipes tournantes, qui se partageaient à tour de rôle trois tranches horaires, à savoir de 0 h à 8 h, puis de 8 h à 16 h et de 16 h à 0 h. 
Étant donné que la « Central Tejo » a connu plusieurs augmentations de puissance de production, ainsi que de nombreux agrandissements, il a été indispensable d’augmenter simultanément le nombre d’ouvriers, surtout lors des périodes de guerre. Dans les années 1940, on pouvait compter environ 550 travailleurs répartis dans tous les postes. Le personnel de la centrale était très varié, on y trouvait des travailleurs très spécialisés et des travailleurs qui avaient des tâches plus simples à réaliser mais aussi plus pénibles. Ces derniers étaient bien plus nombreux que les premiers.

## La répartition du travail

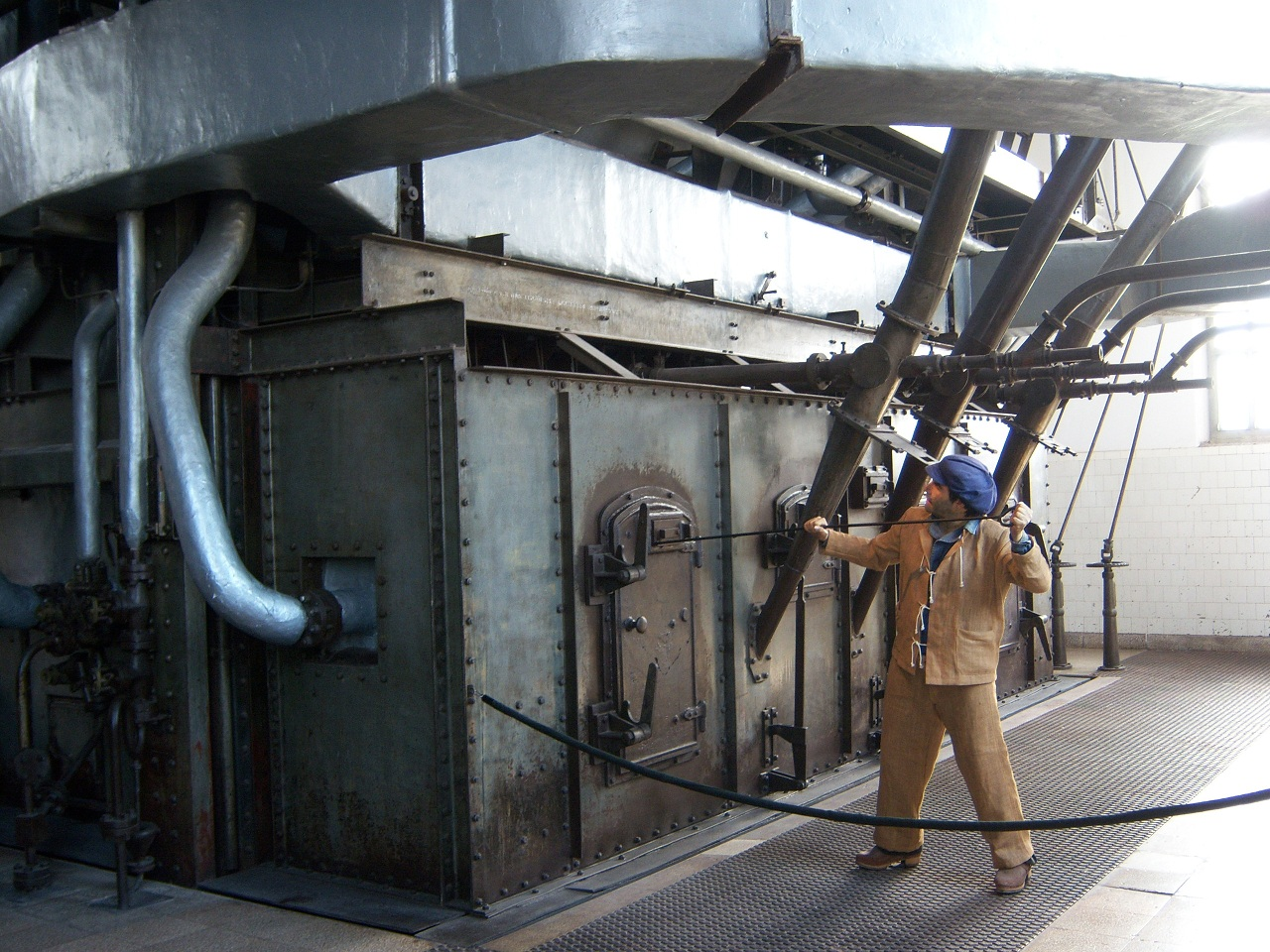
Mannequin représentant un fogueiro qui poussait le charbon derrière une chaudière de haute-pression.

La « Central Tejo » était un corps industriel d’une grande complexité ce qui veut dire qu’il nécessitait beaucoup de main d’œuvre. Il fallait que le travail soit strictement structuré et hiérarchisé. Chaque salle avait sa propre organisation qui gérait la coexistence de plusieurs postes de travail, les uns plus durs que d’autres. Bien évidemment, celui qui travaillait toute la journée devant une chaudière souffrait bien plus que celui qui la contrôlait depuis son centre de commande, par exemple. Il existait environ 45 postes de travail dans le poste électrique.
Zones de travail dans la centrale
- Place du charbon

Ici travaillaient tous ceux chargés du déchargement et de la distribution du charbon. Les « Alcochetanos » étaient chargés du déchargement du charbon du bateau jusqu’à la place; ils étaient employés périodiquement, et leur nom provient du fait que ces travailleurs venaient d’Alcochete, une petite ville de l’autre côté du Tage. Ils déchargeaient le charbon, le transportaient et l’empilaient en fonction du pays d’origine du charbon. Sur cette même place, les travailleurs de la centrale, nommés « hommes de la place » distribuaient le charbon et l’apportaient au circuit d’alimentation des chaudières.
Dans une journée normale de travail, on comptait environ seize personnes pour chaque période de huit heures, ce qui incluait des responsables, des employés de maintenance de la machinerie et de contrôle des portiques de levage et de balance.
- Salle des Chaudières

C’est la salle qui nécessitait le plus grand nombre de travailleurs, on y comptait environ 90 employés entre 8 h et 17 h, et 30 pendant le reste de la journée. Chaque poste de travail était déterminant pour le bon fonctionnement des chaudières. Il y avait un ingénieur responsable de la supervision des chaudières avec deux employés directement en dessous dans la hiérarchie de la centrale. Dans la supervision de chaudières, on trouvait le chef fogueiro qui, depuis sa table de commande, contrôlait la production de la vapeur, et le vice-chef fogueiro donnait les instructions du sommet de la chaudière.
En ce qui concerne la combustion du charbon, le fogueiro contrôlait sa qualité, et le chegador, à l’arrière de la chaudière, repoussait le charbon qui n’était pas réduit en cendres vers la chaudière, débloquant ainsi le tapis de combustion.
- Cendrier

Dans la salle sous les chaudières se trouvaient des travailleurs chargés d’extraire les cendres du charbon. Ils devaient enlever les cendres des silos pour les mettre à l’extérieur.
- Salle des Machines et des Auxiliaires

Ici se trouvait tout le personnel plus qualifié de la centrale. En effet, sans sous-estimer les travailleurs qui ont le plus souffert, la différence entre la mise en route d’une chaudière et le contrôle des ensembles de turboalternateurs, des générateurs d’énergie électrique et de toute la machinerie auxiliaire était énorme. Ici travaillaient environ 15 personnes pendant la journée, parmi lesquels des ingénieurs techniciens, des techniciens de machines, le personnel chargé de l’épuration des eaux, le personnel de nettoyage et de maintenance.
- Poste Électrique

Ici travaillaient les électriciens chargés du poste électrique et de son matériel électrique (transformateurs, disjoncteurs, etc.).
- Le laboratoire, les ateliers, la salle de dessin et les entrepôts

Tous ces espaces étaient complémentaires à la production. C’est dans l’atelier de l’électricité que la maintenance de toutes les infrastructures électriques de la centrale était effectuée. Dans les ateliers de charpenterie et de forge, les travailleurs faisaient des moules, du mobilier et un grand nombre de pièces variées pour les différents travaux de la centrale. Dans ces espaces, pendant la journée, on pouvait compter environ 50 travailleurs.
On comptait aussi quatre agents de sécurité pour chaque tranche horaire et des employés chargés des tâches administratives.

## Conditions de travail
Les conditions de travail dans la « Central Tejo » (qui n’étaient pas très différentes des autres centrales thermoélectriques d’Europe) n’étaient en effet pas faciles; le travail était très dur, ce qui se traduisait par une mauvaise qualité de vie des travailleurs.
Les pires postes de travail de la centrale étaient ceux du déchargement du charbon, ceux qui se faisaient près des chaudières, le recueil des cendres, le nettoyage des conduites de réfrigération et des cendriers.
Près des chaudières se trouvaient les fogueiros, chargés de la supervision et du contrôle les niveaux de charbon sur le tapis de combustion, à travers l’ouverture et le mouvement des silos, de répartir régulièrement le charbon et de faire bouger le tapis de combustion plus ou moins rapidement. C’était un travail extrêmement difficile, un des plus éprouvants de la centrale étant donné qu’il fallait supporter une chaleur très intense avec l’ouverture des fours, qui faisaient monter en flèche la température, et respirer constamment les produits de la combustion du charbon, comme la fumée et les scories.
Mais pire encore, c’était le travail à l’étage inférieur, sous les chaudières, dans la zone des cendriers. Le recueil des cendres était le travail le plus pénible, réalisé dans une atmosphère aux températures les plus élevées de la centrale, pleine de gaz, scories et cendres encore incandescentes, qui devaient être recueillies, souvent manuellement, et transportées jusqu’à la place du charbon et déchargées dans le skip des cendres. Le transport vers l’extérieur était fait dans des wagonnets et aggravait encore plus les mauvaises conditions de travail avec les différences de température.
Ces trois postes de travail méritent une attention spéciale car les travailleurs concernés, avec leur travail, leurs efforts et quelquefois en mettant en danger leur propre vie, ont permis la production d’une énergie dont eux-mêmes ne profitaient pas. C’est grâce à eux, et à tous les autres, que les usines de Lisbonne et que les bourgeois des quartiers plus nobles de la ville ont pu avoir de l’électricité.

## Aspects sociaux
Les Compagnies Réunies de Gaz et Électricité (CRGE) ont établi une politique sociale pour leurs travailleurs, lorsqu’ils sont devenus une des plus grandes compagnies portugaises, et qu’ils employaient des milliers de travailleurs dans tout le pays. Parmi les travaux les plus importants réalisés à Lisbonne, on retrouve :
- La construction du Bairro Social de Camarão da Ajuda (quartier d’habitations à loyer modéré de Camarão da Ajuda), à la fin des années 1940;
- La création d’écoles pour les travailleurs et leurs enfants, avec des cours scolaires pour les plus petits et avec des cours de formation technique et d’alphabétisation pour les adultes;
- La création de centres de santé pour les familles qui y travaillaient.